# 苏宁 (中国银联董事长)
苏宁（1947年—）籍贯不详，中国人民银行副行长、中国银联股份有限公司董事长。

## 生平
1982年自中国人民大学毕业。是高级工程师。1982年到1989年，先后在国家计委综合司、国家计委预测中心、国家信息中心信息部任职。1989年到1997年，历任国务院研究室宏观经济研究司副司长、司长。1997年到1998年，任国务院研究室党组成员兼宏观经济研究司司长。1998年到2003年，任全国人大常委会预算工作委员会副主任。2003年11月，任中国人民银行党委委员、副行长。2007年7月起，兼任中国人民银行上海总部主任。2008年10月起，兼任中国人民银行货币政策委员会委员。2010年6月起，不再担任中国人民银行党委委员、副行长。后任中国银联股份有限公司董事长，任至2014年10月退休。